# Cerova (Bośnia i Hercegowina)
Cerova (cyr. Церова) – wieś w Bośni i Hercegowinie, w Republice Serbskiej, w gminie Kalinovik. W 2013 roku liczyła 3 mieszkańców.